# 独眼巨人级胸墙浅水重炮舰
独眼巨人级胸墙浅水重炮舰（Cyclops-class）是英国皇家海军在19世纪70年代建造的四艘胸墙浅水重炮舰。本舰级是地狱犬级的改进版。这些舰只是为了满足1870年战争恐慌期间对本土防御的需求而订购的。但随着战争威胁的减少，建造速度大大放缓。独眼巨人级大部分时间都处于预备役状态，并最终于1903年被出售。

## 设计和描述
订购这几艘胸墙浅水重炮舰的直接原因，是出自英国在1870年普法战争期间的战争恐慌中计划加强本土沿岸防御力量。这些胸墙浅水重炮舰因小巧廉价，吃水较浅而被认为只能用于防御行动，这些特点十分符合以经济性和防御导向的议会成员的利益。然而，海军部却希望这些舰只能够攻进大型铁甲舰无法进入的浅水港口，并在波罗的海的浅水区域进行作战。
这些船舶采用了地狱犬级胸墙浅水重炮舰的基本设计，以减少设计和施工时间。这几艘舰的舰体很快就建成了，但是随着他们被立即启用的可能性的减少，建造的速度也减缓了。1872年，这些舰只被运到皇家造船厂进行舾装，但由于缺乏紧迫感，这一过程花费了数年时间才完成。
本级舰的垂间长度为225英尺（68.6），舷宽为45英尺（13.7），满载时吃水深16英尺3英寸（4.95），排水量可达3,480長噸（3,540公噸）。通常情况下，各舰配备156名官兵。
海军上将乔治·亚历山大·巴拉德形容独眼巨人级就像“骑在驴子上的全副武装的骑士，容易躲避但难以与之近距离作战”。虽然不至于无法应对恶劣天气，但即使在中等海况下，这些舰只的甲板经常被浪花淹没。而舰上的住宿条件也被评为舰队中最差的，被普通海员称为“罐头味道的老鼠洞”。

### 推进器
独眼巨人级舰只安装有两台蒸汽机，每台驱动一具12英尺（3.7）螺旋桨。“独眼巨人”号和“九头蛇”号采用由约翰·埃尔德制造的4缸倒装式复合蒸汽机，其锅炉工作压力为60磅力每平方英寸（414千帕斯卡；4千克力每平方）。在海试中，引擎总共产生了1,472—1,528匹指示馬力（1,098—1,139千瓦特）功率，使舰只的最大航速达到11節（20每小時；13英里每小時）。“夜之女神”号和“蛇发女妖”号使用的发动机由拉文希尔公司（Ravehill）制造，是简单的水平4缸直动蒸汽机。这种蒸汽机的工作压力为34磅力每平方英寸（234千帕斯卡；2千克力每平方），总共产生了1,579—1,709匹指示馬力（1,177—1,274千瓦特）的输出功率，同样可以到11節（20每小時；13英里每小時）的航速。本级前两艘舰可装载250長噸（250公噸）燃煤，而后两艘舰则可运载270長噸（270公噸）燃煤。这足以使它们以10節（19每小時；12英里每小時）速度续航3,000海里（5,600；3,500英里）。

### 武器
本级舰在每个炮塔上安装了两门10英寸前装膛线炮，使用重407英磅（184.6）的炮弹。该炮的炮口初速为1,365英尺每秒（416每秒），据称能够在100碼（91）处穿透标称为12.9英寸（330）的熟铁装甲。这种炮既能发射实心炮弹，也能发射爆炸炮弹。大炮本身重18長噸（18公噸），被安装在使用液压千斤顶升降炮管的炮架上。

### 装甲
独眼巨人级胸墙浅水重炮舰都安装有完整的熟铁水线装甲带。其舰舯部厚度为8英寸（203），两端减薄至6英寸（152）。上层建筑和指挥塔都被8—9英寸（203—229）熟铁装甲遮盖，这也是其被称为“胸墙”的原因。这层胸墙被用于提高舰只的稳定性。炮塔正面装甲10英寸，侧面和后面为9英寸。所有的垂直装甲都由9—11英寸（229—279）的柚木支撑。甲板厚度为1.5英寸（38.1）。

## 建造
建造中途的1872年，本级各舰都被从建造厂手中被拖到了德文港。之后都被分配入预备役，直到最后完工。
| 舰名                     | 建造者                     | 主武装                     | 装甲         | 排水量                 | 推进器                                                        | 服役          | 服役           | 服役          | 服役              |
| 舰名                     | 建造者                     | 主武装                     | 装甲         | 排水量                 | 推进器                                                        | 开建          | 下水           | 完工          | 结局              |
| ------------------------ | -------------------------- | -------------------------- | ------------ | ---------------------- | ------------------------------------------------------------- | ------------- | -------------- | ------------- | ----------------- |
| “独眼巨人”号 HMS Cyclops | 英国泰晤士钢铁与造船公司   | 4门10英寸（254）前装膛线炮 | 8英寸（200） | 3,480長噸（3,536公噸） | 2具螺旋桨，2台蒸汽机，11節（20每小時；13英里每小時）          | 1870年9月10日 | 1871年7月18日  | 1877年5月4日  | 1903年7月7日售出  |
| “蛇发女妖”号 HMS Gorgon  | 英国帕尔莫斯造船和钢铁公司 | 4门10英寸（254）前装膛线炮 | 8英寸（200） | 3,480長噸（3,536公噸） | 2具螺旋桨，2台蒸汽机，11.14節（20.63每小時；12.82英里每小時） | 1870年9月5日  | 1871年10月14日 | 1874年3月19日 | 1903年5月12日售出 |
| “夜之女神”号 HMS Hecate  | 英国达金船厂               | 4门10英寸（254）前装膛线炮 | 8英寸（200） | 3,480長噸（3,536公噸） | 2具螺旋桨，2台蒸汽机，10.9節（20.2每小時；12.5英里每小時）    | 1870年9月5日  | 1871年9月30日  | 1877年5月24日 | 1903年5月12日售出 |
| “九头蛇”号 HMS Hydra     | 英国罗伯特·内皮尔父子公司  | 4门10英寸（254）前装膛线炮 | 8英寸（200） | 3,480長噸（3,536公噸） | 2具螺旋桨，2台蒸汽机，11.2節（20.7每小時；12.9英里每小時）    | 1870年9月5日  | 1871年12月28日 | 1876年5月31日 | 1903年7月7日售出  |

### 整修
虽然在这些舰只还在建造过程中就已经提出建议，要将上层建筑伸到船舷以提高它们的稳定性和适居性，但这一建议直到19世纪80年代进行翻新时才实施。这次翻新还加强了胸墙和上层甲板，增加了另一道水密舱壁以及假龙骨。此外还在胸墙上增加了4门3磅重的霍奇基斯速射炮、5挺机枪以及几盏探照灯用于防御鱼雷艇。这使他们的舰员增加到大约191人，并增加了80長噸（81公噸）的排水量。

## 服役
作为同级四艘中最早完工的一艘，“蛇发女妖”号自1874年起到1877年，担任了德文港的炮术学校船“剑桥”号的补给舰。在1878年4月至8月期间的俄土战争爆发期间，所有四艘船都在波特兰港接受了阿德米拉尔库珀·基爵士的特任舰队服役。第二个完工的“九头蛇”号在特任部队服役结束后，于1878年8月在希尔内斯被出售，成为英国皇家海军“邓肯”号的补给舰。第三个完工的“独眼巨人”号在完工后就被编入预备役，1887年到1889年接受了改装作业。1888年到1889年，“蛇发女妖”号和“九头蛇”号都接受到改装。此后的“蛇发女妖”号再次被分配为“剑桥”号的补给舰。最后一个完工的“夜之女神”号在1885年到1886年间就已经接受了改装，之后被编入德文港预备役。本舰级所有四艘舰都参加了1887年、1889-90年以及1892年的年度舰队演习。其余时间大部分都被编入预备役，直到1903年都被出售。

## 脚注

### 引用
1. 1 2 3 4 5  张恩东 (2018)，第66頁.
2. 1 2 3 4 5 6 7 8 9  Gardiner (1979)，第25頁.
3. ↑  Beeler (2001)，第101–102頁.
4. ↑  White (1894)，第9頁.
5. 1 2  Parkes (1990)，第212頁.
6. 1 2 3 4 5 6 7 8 9 10 11  Parkes (1990)，第213頁.
7. ↑  Ballard (1980)，第219頁.
8. ↑  Ballard (1980)，第218頁.
9. ↑  Ballard (1980)，第246–249頁.
10. ↑  Silverstone (1984)，第169頁.
11. ↑  Gardiner (1979)，第6頁.
12. ↑  Parkes (1990)，第213–214頁.
13. ↑  Hamersly (1881)，第210-212頁.
14. 1 2 3 4 5 6 7 8  Parkes (1990)，第215頁.
15. ↑  Parkes (1990)，第212, 214頁.
16. 1 2 3  Parkes (1990)，第214-215頁.